# Суифт (кратер на Деймос)
Вижте пояснителната страница за други значения на Суифт (кратер).
Суифт е кратер на марсианския спътник Деймос. Диаметърт му е около 3 км. Кръстен е на името на Джонатан Суифт, който е предрекъл съществуването на естествените спътници на Марс. Суифт е едната от общо двете особености в релефа на Деймос, на които са дадени имена. Дугата е кратерът Волтер. На 10 юли 2006 г. Марс Глобъл Сървейър прави снимка на Деймос от разстяние 22 985 km, на която ясно се вижда Суифт.